# بكالوريوس العلوم التطبيقية
بكالوريوس العلوم التطبيقية (بالإنجليزية: Bachelor of Applied Science)‏، وغالبا ما يختصر باسم B.AS. ، BAS ، BSAS ، BASc ، B.ASc. أو BAppSc ، هي شهادة جامعية.

## بكالوريوس العلوم التطبيقية
في كندا وهولندا وغيرها من الأماكن، يكون بكالوريوس العلوم التطبيقية (BASc) مكافئًا لدرجة البكالوريوس في الهندسة، ويصنف على أنه شهادة مهنية . في أستراليا ونيوزيلندا ، تُمنح هذه الشهادة في مجالات مختلفة من الدراسة وتعتبر درجة مهنية عالية التخصص. ومع ذلك، في الولايات المتحدة تعتبر أيضًا درجة فنية مهنية عالية التخصص ؛ شهادة البكالوريوس في العلوم التطبيقية هي بكالوريا تطبيقية، تحتوي عادةً على تدريب تقني متقدم (مثل التدريب العسكري) في العلوم إلى جانب الفنون الحرة التي لا تحصل عليها الدرجات التقليدية. جميع دورات التعليم العام هي دورات صالحة تؤخذ في الجامعات والكليات المعتمدة التي لديها اعتماد إقليمي . وبالتالي، فإن درجة BAS المكتسبة تشمل الاضطلاع بدورات دراسية في القسم العلوي كما هو مطلوب بالإضافة إلى برامج درجة البكالوريوس التقليدية.   
تم تصميم درجة البكالوريوس في العلوم التطبيقية (BAS) لتنمية مهارات الإدارة المهنية للمتعلم وتلبية الطلب على القيادة من الفنيين عالية التقنية في مكان العمل. درجة البكالوريوس في العلوم التطبيقية (BAS) تتطلب درجة مشارك في العلوم التطبيقية (AAS) ، وما لا يقل عن 4 سنوات من التطوير المهني أو فصول إضافية في مجال معتمد، وشهادات مهنية أو تدريب عسكري معتمد، وسنتان من كلية المستوى الأعلى الدورات. هذه الشهادة تستغرق وقتًا أطول من الدرجة التقليدية الأساسية نظرًا لمستوى المهارات الفنية المتخصصة ومتطلبات التطوير المهني. معظم الأشخاص الذين يتابعون هذه الشهادة هم بالفعل أشخاص بالغون محترفون من ذوي الخبرة يعملون على الحصول على درجة عليا في الدراسات العليا أو مهتمين بالتنقل التصاعدي في مجالهم. 
تاريخيا تعتبر AAS شهادة تقنية في الولايات المتحدة. درجة AAS المعتمدة هي درجة تتراوح من سنتين إلى 3 سنوات وتتميز بشكل جيد مع البرامج الفنية الأكاديمية و / أو المعتمدة. يعد الحصول على شهادة الدراسة الثانوية واختبار مستوى الدخول ضروريًا لقبول الكلية. يوفر AAS فرصًا للتعلم المتقدم من خلال الدراسات الجامعية لمدة 4 سنوات في المجالات المعتمدة والتي سيتم نقلها إلى برنامج BAS معتمد. 
في 20 فبراير 2009 ، اقترحت وزارة التعليم والثقافة والعلوم الهولندية، رونالد بلاسترك، استبدال جميع الدرجات الحالية التي تقدمها الجامعات المهنية الهولندية، مثل BBA و BEd و BEng ، بـ BAA و BASc.
ومع ذلك، حصلت BAS على شهادة الدرجات الرسمية في الولايات المتحدة. تم تصميم درجة البكالوريوس في العلوم التطبيقية (BAS) لتعزيز التعليم المهني / التقني الذي يقدمه برنامج مشارك في العلوم التطبيقية (AAS) أو برنامج مشارك في التكنولوجيا التطبيقية (AAT).